# Juan Antonio Urbeltz
Juan Antonio Urbeltz, né en 1940 à Pampelune, en Navarre, est un chorégraphe basque espagnol.

## Biographie
À partir de 1958, Urbeltz intègre un groupe de danseurs, Goizaldi. En 1965, il crée et dirige le groupe Argia, avec lequel il développe son intérêt pour le folklore dansé du Pays basque. Il se produit ainsi en Espagne et à l'étranger, au Festival International de Folklore de Grande-Bretagne, par exemple. 
Il a collecté des chants populaires de la Vallée de l'Orba, ressuscitant parfois des chansons et danses pratiquement oubliées, telle l'axuri beltza (« le mouton noir »), une très ancienne danse de Navarre.
En 1985, le Conseil de la province de Navarre le nomme Directeur de la Culture. Urbeltz se consacre à l'enseignement et à la défense de danses et de chants populaires, dont le zortziko. En 2007, au début du mois de mai, Juan Antonio Urbeltz remporte un premier prix de danse de la ville d'Artajona. Urbeltz vit actuellement à Saint-Sébastien.

## Œuvres publiées
- Notes sur les danses traditionnelles du Pays basque, Bilbao, 1978,
- Musique militaire du Pays basque : le problème du zortziko, Pampelune, 1989,
- Danses et fêtes du Guipúzcoa, Saint-Sébastien, 1995.

### Source
- (eu) Cet article est partiellement ou en totalité issu de l’article de Wikipédia en basque intitulé « Gorka Aulestia Txakartegi » (voir la liste des auteurs).